# Czesław Michalski (historyk)
Czesław Michalski (ur. 28 listopada 1946 w Kielcach, zm. 15 kwietnia 2022 w Krakowie) – polski historyk.

## Życiorys

### Młodość i edukacja
Syn Stanisławy z domu Kaczor i Franciszka Michalskiego. Po szkole podstawowej w Kielcach naukę podjął w Technikum Przetwórstwa Owocowo-Warzywnego w Sandomierzu. Po maturze w latach 1966–1969 pracował w Nadodrzańskich Zakładach Przetwórstwa Owocowo-Warzywnego w Dębnie Lubuskim. Od 1 października 1969 rozpoczął studia historyczne w Wyższej Szkole Pedagogicznej w Krakowie, które w czerwcu 1974 ukończył z tytułem magistra. Od października 1974 zatrudniony w Instytucie Historii WSP Kraków jako pracownik naukowo-techniczny.

### Działalność sportowa
Od 1 kwietnia 1977 do 31 grudnia 1978 pracował na stanowisku Sekretarza Zarządu Środowiskowego AZS Kraków. Współorganizował obchody jubileuszowych 70-lecia AZS w Polsce. Społecznie pełnił funkcje Prezesa Klubu Uczelnianego AZS w latach 1970 do 1974 i 1980 do 1983. W latach 1973 do 1974 był wiceprzewodniczącym Rady Osiedla Studenckiego w Krakowie. Zainicjował i zorganizował Pierwszą Spartakiadę Sportową na Miasteczku Studenckim w Krakowie. Był wiceprezesem Zarządu Środowiskowego AZS Kraków (1974–1978) i wiceprzewodniczącym Komisji Klubów Uczelnianych Zarządu Głównego AZS (1976–1978).

### Działalność naukowa
Od 1979 pracował w administracji WSP Kraków, a od 1984 na etacie asystenta w Instytucie Historii WSP Kraków. Doktorat w zakresie nauk historycznych obronił na Wydziale Historycznym Moskiewskiego Uniwersytetu Państwowego im. M.W. Łomonosowa (1991). Od lutego 1992 do września 2011 pracował jako adiunkt w Instytucie Historii. Prowadził zajęcia dydaktyczne ze wstępu do badań historycznych, demografii historycznej, historii Polski okresu międzywojnia (1918–1939), oraz historii Rosji na filologii rosyjskiej.
W ramach zatrudnień naukowych w Instytucie Historii prowadził w kraju i zagranicą prace i naukowe, archiwalne oraz dokumentacyjne na temat historii sportu w Galicji, Małopolsce, Krakowie, Lwowie i Wilnie. Opublikował szereg rozpraw w monografiach miast i regionów Małopolski. Prace z historii sportu ogłaszał w „Akademickim Przeglądzie Sportowym”, „Przeglądzie Sokolim”, kwartalniku Akademii Pedagogicznej/Uniwersytetu Pedagogicznego w Krakowie „Konspekt”. Autor haseł krakowskich klubów i biogramów sportowców w Encyklopedii Krakowa i Słowniku biograficznym historii Polski.
Zmarł 15 kwietnia 2022. Uroczystości żałobne zostały odprawione 22 kwietnia w kościele św. Józefa Oblubieńca NMP w Kielcach, po czym został pochowany na cmentarzu parafialnym w Kostomłotach Drugich.